# Argentré
Argentré è un comune francese di 2 908 abitanti (al 1º gennaio 2022), situato nel dipartimento della Mayenne nella regione dei Paesi della Loira.

## Posizione
Il comune è situato su una collina che domina la Jouanne (affluente della Mayenne)

## Amministrazione

### Gemellaggi
Argentré è gemellata con le seguenti città:
- Babenhausen[2]

## Monumenti e luoghi turistici
- Château d'Hauterive

## Società

### Evoluzione demografica
Abitanti censiti